# Linea South Shore
La linea South Shore è una linea ferroviaria suburbana che serve l'area metropolitana di Chicago, collegando Chicago con South Bend, nello Stato dell'Indiana. È gestita dalla Northern Indiana Commuter Transportation District o NICTD.

## Storia
La linea venne costruita tra il 1901 e il 1908 dalla Chicago South Shore and South Bend Railroad ed operata inizialmente con vetture tranviarie; ciò spiega perché numerose tratte della linea condividono il percorso con il traffico veicolare, come avviene in molte tranvie. Nel 1989, la linea andò in bancarotta e la gestione del servizio passeggeri venne assunta dalla Northern Indiana Commuter Transportation District. Nel 2015, è stato attivato il servizio espresso lungo linea.